# Nematocampa interrupta
Nematocampa interrupta är en fjärilsart som beskrevs av W. Warren 1907. Nematocampa interrupta ingår i släktet Nematocampa och familjen mätare. Inga underarter finns listade i Catalogue of Life.